# カポナータ

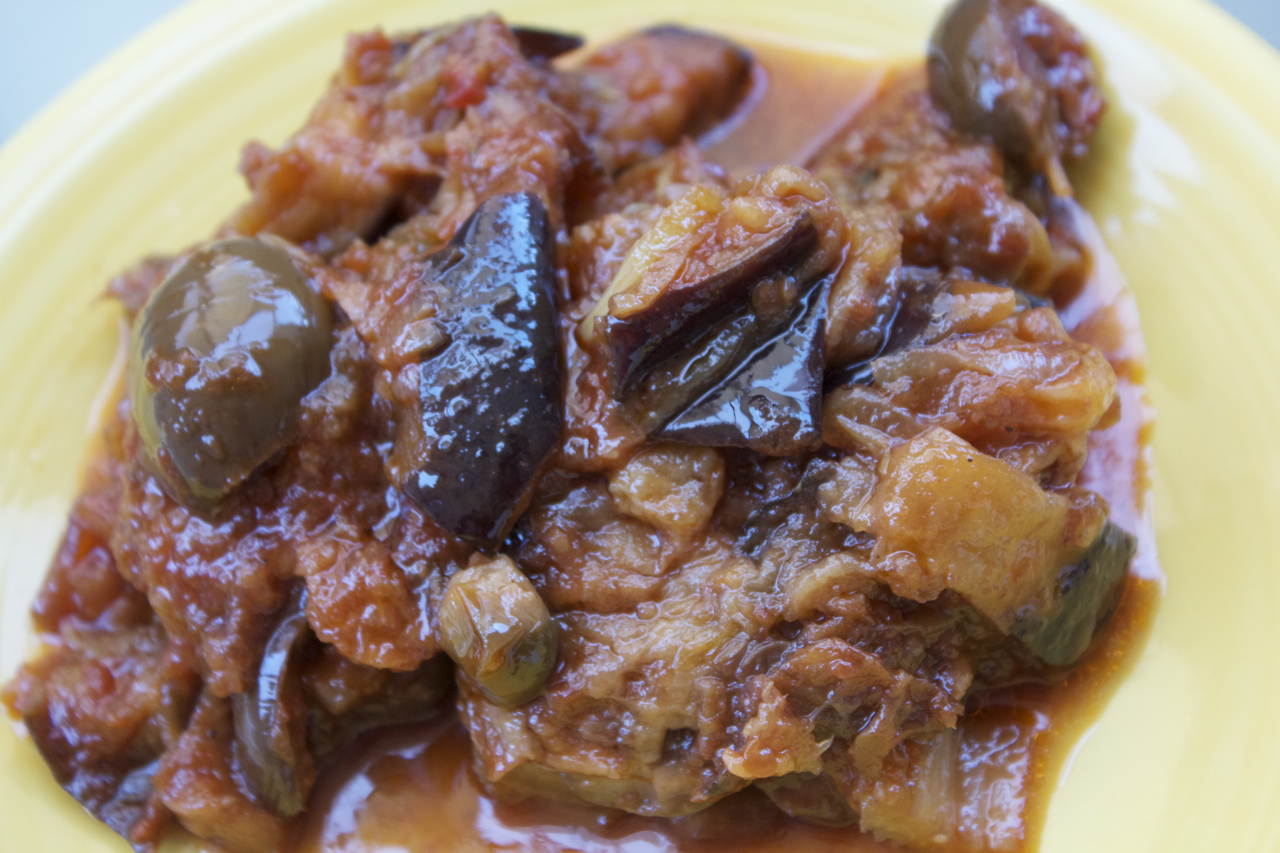
カポナータ

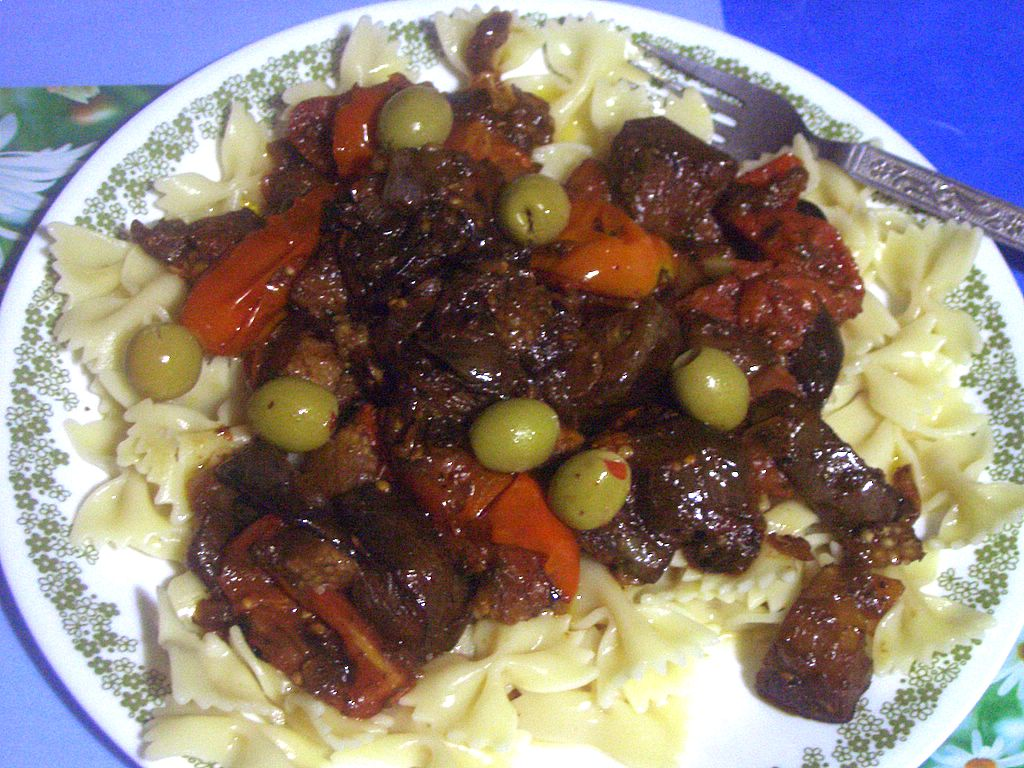
カポナータ

カポナータ（イタリア語: Caponata）は、シチリア島およびナポリの伝統料理。

## シチリアのカポナータ
シチリアのカポナータは揚げナスの甘酢煮である。カプナータ（Capunata）またはカプナティーナ（Capunatina）とも呼ばれる。イタリア全土で有名な料理であり、スペインのカタルーニャから渡来したと考えられている。
ナスを一度オリーブ油で揚げ、別鍋にオリーブ油で炒めたタマネギ、セロリ、トマト、オリーブ、ケッパーと合わせて白ワイン酢で軽く煮込み、塩、砂糖で調味したのちに、バジリコをちらして常温で供する。仕上げにココアパウダーを加えることもあり、ゆで卵やカラスミ、マグロの卵、オイルサーディン、タコ、エビなど魚介類が入る場合もある。

## ナポリのカポナータ
ナポリのカポナータは、水に浸して戻した乾パンとトマト、ニンニク、オレガノを塩とオリーブ油で和えたサラダ状の料理である。アックァ・サーレ（Acqua Sale）とも呼ばれる。乾パンはパネ・ビスコッタート（Pane Biscottato）またはフレセッレ（Freselle）と呼ばれるものを用いる。バジリコやパセリ、タマネギ、オリーブ、ツナの油漬け、ケッパー、茹でたさやいんげん、アンチョビ、ピーマンや唐辛子の油漬け、ナスの油漬け、キノコの酢漬けを入れることもある。

## 類似料理
カポナータと似た夏野菜の炒め煮は、南イタリア全域にある他、南ヨーロッパ各地にもよく見られる。
チャンボッタ
ナポリの料理。日本では混同されることも多い。
野菜の種類が異なる場合がありほか、甘酸っぱい味付けにはしない点が異なる。
ラタトゥイユ
フランス・ニースの郷土料理。使用する野菜は同じだが、以下のような違いがある。
- カポナータは野菜を素揚げしてからトマトソースを合わせるが、ラタトゥイユは野菜を炒め煮する。
- カポナータにはビネガーが用いられるが、ラタトゥイユには用いられない。

ムサカ
日本においては、トルコやアラブのムサカが、カポナータやラタトゥイユに似ているという指摘がある。
ピスト・マンチェゴ
スペイン料理。